# Ernest Mouchez
Ernest Amédée Barthélemy Mouchez, mai scurt, Ernest Mouchez (n. 24 august 1821, Madrid – d. 25 iunie 1892, Wissous) a fost un astronom, hidrograf și contraamiral francez, membru al Academiei Franceze de Științe și director al Observatorului din Paris.

## Opere
- Recherches sur la longitude de la côte orientale de l'Amérique du sud (1866)
- Rio de la Plata. Description et instructions nautiques (1873)
- Instructions nautiques sur les côtes d'Algérie  (1879)
- Rapport annuel de l'Observatoire de Paris (1885-1892)
- La photographie astronomique à l'Observatoire de Paris et de la Carte de ciel (1887)
- Instructions nautiques sur les côtes du Brésil (1890)